# Martainville-Épreville
Pour les articles homonymes, voir Martainville et Épreville (homonymie).
Martainville-Épreville est une commune française située dans le département de la Seine-Maritime en région Normandie.
À 15 km à l'est de Rouen, cette commune se situe sur la route de Rouen à Beauvais (RN 31, ex-RN 30), « au milieu d'une belle campagne fertile de bons blés » (Thomas Corneille). L'ensemble manorial qu'il constituait au XVIe siècle est relativement bien conservé, notamment le château de Martainville qui fait la renommée de la commune.

## Géographie

### Localisation
| Servaville-Salmonville |                        | Grainville-sur-Ry       |
| Bois-l'Évêque          | Martainville-Épreville | Saint-Denis-le-Thiboult |
| Bois-d'Ennebourg       |                        | Auzouville-sur-Ry       |

### Hydrographie
La commune est située dans le bassin Seine-Normandie. Elle n'est drainée par aucun cours d'eau,.

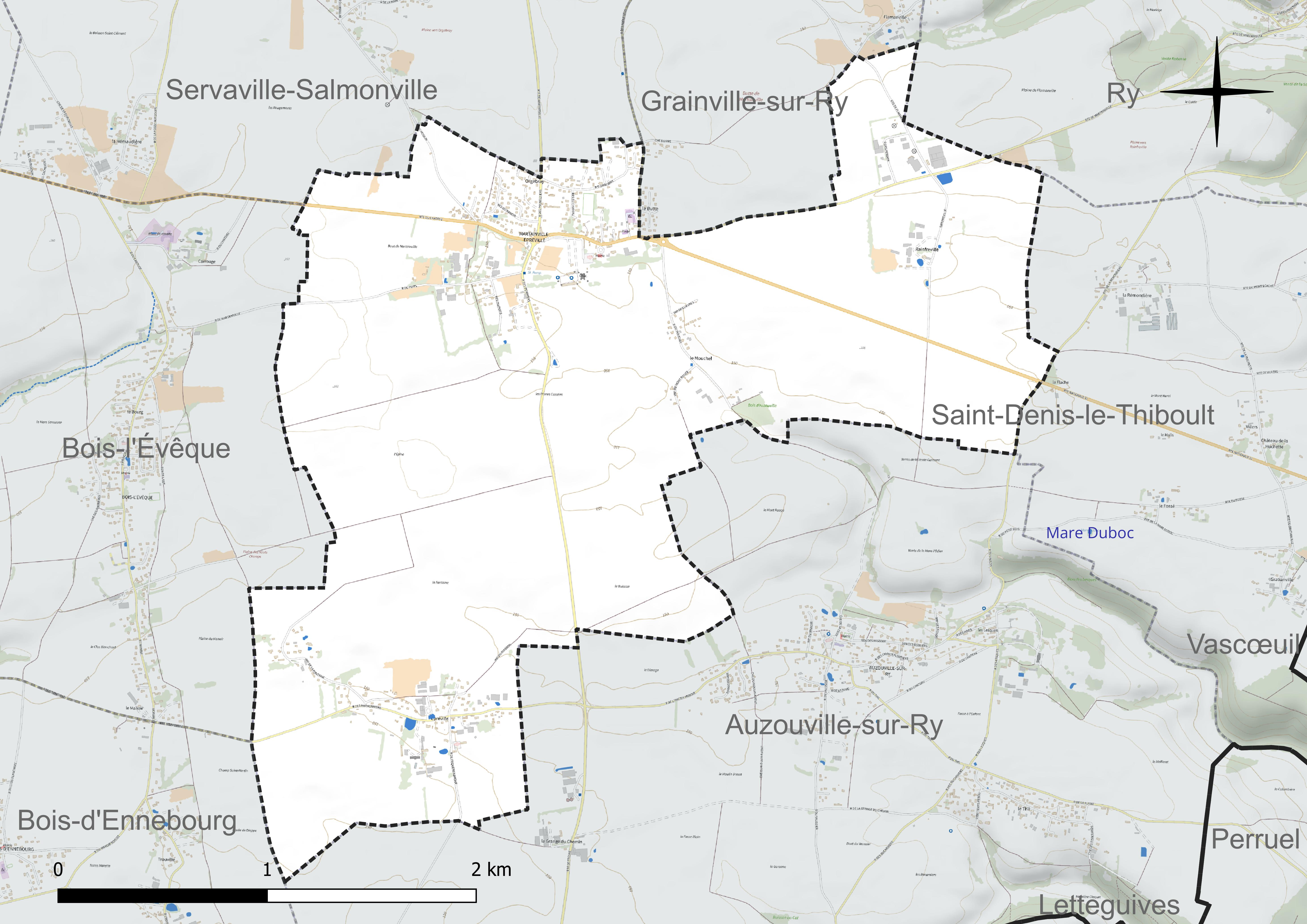
Réseau hydrographique de Martainville-Épreville.

### Climat
Pour des articles plus généraux, voir Climat de la Normandie et Climat de la Seine-Maritime.
En 2010, le climat de la commune est de type climat océanique dégradé des plaines du Centre et du Nord, selon une étude du CNRS s'appuyant sur une série de données couvrant la période 1971-2000. En 2020, Météo-France publie une typologie des climats de la France métropolitaine dans laquelle la commune est exposée à un climat océanique et est dans la région climatique Côtes de la Manche orientale, caractérisée par un faible ensoleillement (1 550 h/an) ; forte humidité de l’air (plus de 20 h/jour avec humidité relative > 80 % en hiver), vents forts fréquents. Parallèlement le GIEC normand, un groupe régional d’experts sur le climat, différencie quant à lui, dans une étude de 2020, trois grands types de climats pour la région Normandie, nuancés à une échelle plus fine par les facteurs géographiques locaux. La commune est, selon ce zonage, exposée à un « climat maritime », correspondant au Pays de Caux, frais, humide et pluvieux, légèrement plus frais que dans le Cotentin.
Pour la période 1971-2000, la température annuelle moyenne est de 10,3 °C, avec une amplitude thermique annuelle de 14 °C. Le cumul annuel moyen de précipitations est de 838 mm, avec 13 jours de précipitations en janvier et 8,7 jours en juillet. Pour la période 1991-2020, la température moyenne annuelle observée sur la station météorologique la plus proche, située sur la commune de Boos à 10 km à vol d'oiseau, est de 10,9 °C et le cumul annuel moyen de précipitations est de 847,5 mm,. Pour l'avenir, les paramètres climatiques de la commune estimés pour 2050 selon différents scénarios d’émission de gaz à effet de serre sont consultables sur un site dédié publié par Météo-France en novembre 2022.

## Urbanisme

### Typologie
Au 1er janvier 2024, Martainville-Épreville est catégorisée commune rurale à habitat dispersé, selon la nouvelle grille communale de densité à sept niveaux définie par l'Insee en 2022.
Elle est située hors unité urbaine. Par ailleurs la commune fait partie de l'aire d'attraction de Rouen, dont elle est une commune de la couronne,. Cette aire, qui regroupe 317 communes, est catégorisée dans les aires de 200 000 à moins de 700 000 habitants,.

### Occupation des sols
L'occupation des sols de la commune, telle qu'elle ressort de la base de données européenne d’occupation biophysique des sols Corine Land Cover (CLC), est marquée par l'importance des territoires agricoles (89,3 % en 2018), une proportion sensiblement équivalente à celle de 1990 (89,8 %). La répartition détaillée en 2018 est la suivante :
terres arables (76,1 %), zones urbanisées (10,7 %), prairies (8,8 %), zones agricoles hétérogènes (4,4 %). L'évolution de l’occupation des sols de la commune et de ses infrastructures peut être observée sur les différentes représentations cartographiques du territoire : la carte de Cassini (XVIIIe siècle), la carte d'état-major (1820-1866) et les cartes ou photos aériennes de l'IGN pour la période actuelle (1950 à aujourd'hui).

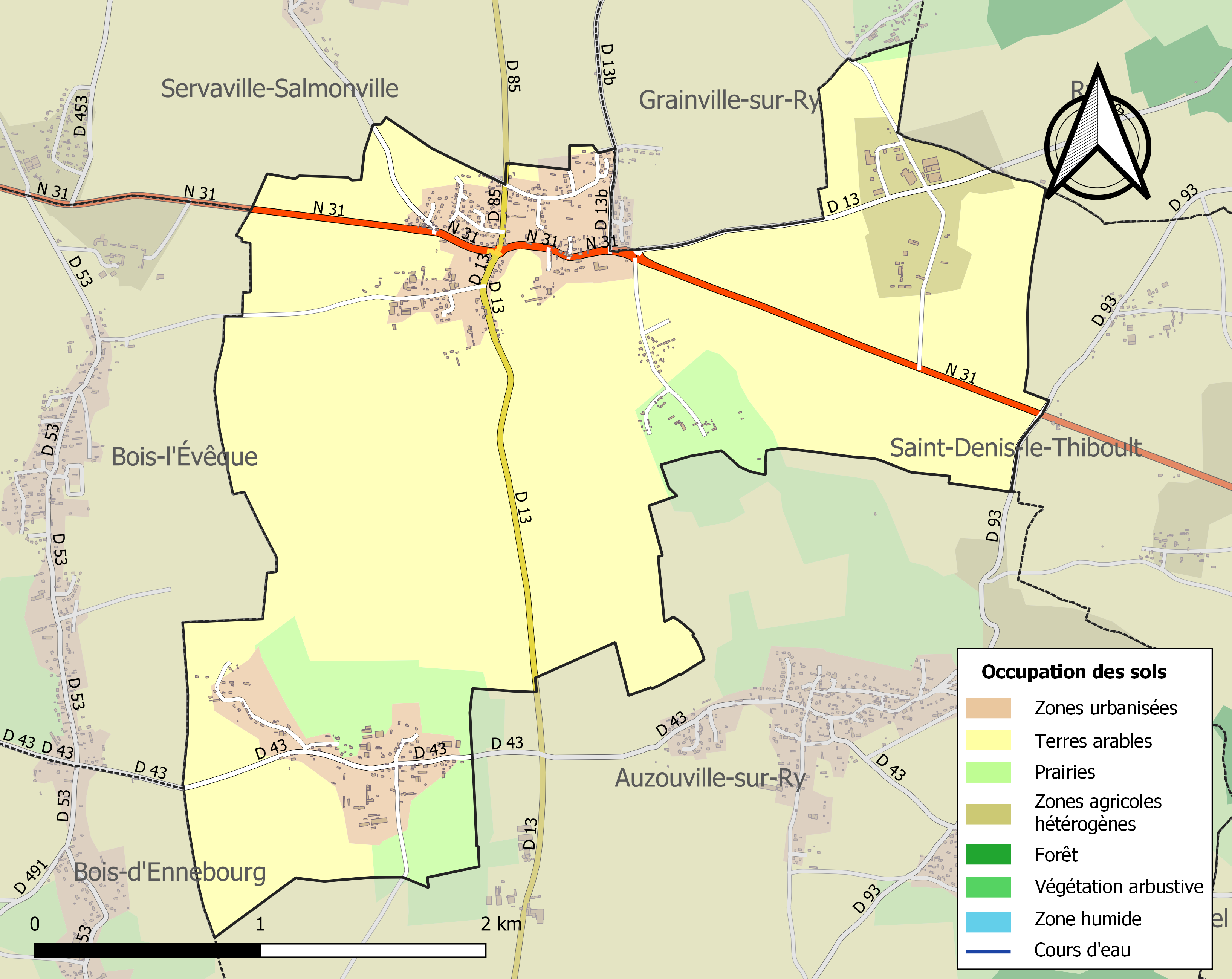
Carte des infrastructures et de l'occupation des sols de la commune en 2018 (CLC).

## Toponymie

### Martainville
Le nom de la localité est attesté sous la forme latinisée Martinvillam en 1053, Martini Villa en 1163.
Il s'agit d'une formation toponymique médiévale en -ville au sens ancien de « domaine rural » (terme issu du gallo-roman villa « grand domaine rural »), précédé du nom de personne Martin, peu usité dans la toponymie normande.
En revanche, on trouve quantité de Martigny / Martagny / Martignac en France, noms de fundus gallo-romains plus anciens formés avec Martinus > Martin, énumérés par Albert Dauzat et Charles Rostaing. Par contre, l'anthroponyme Martin est plus rare postérieurement, même si on note en Normandie quelques cas, où il est associé à l'appellatif -ville.
Il est possible que quelques Scandinaves aient été baptisés sous le nom de Martin, comme en témoigne Martintot (Manche, Siouville-Hague) construit avec l'appellatif norrois topt, toft « place, emplacement, ferme ».

### Épreville
Épreville représente le nom d’une ancienne paroisse appelée Épreville-sur-Ry au XVIe siècle par exemple et rattachée à Martainville-sur-Ry en qui prit alors le nom de Martainville-Épreville.
Elle est mentionnée sous la forme Spriville en 1055 - 1066 et Espreville vers 1240.
Voir Épreville-près-le-Neubourg.

## Histoire
Jacques Le Pelletier (env. 1446-1511) fait l'acquisition de la seigneurie de Martainville le 23 mars 1482. Depuis Léon de Glanville et Michel Mollat, on sait que Jacques appartient à la grande bourgeoisie marchande de Rouen. Il est installé avec son frère cadet Richard rue aux Ours, paroisse Saint-Cande-le-Jeune, dans le grand hôtel offert par leur père. Héritiers en 1480 de l'une des plus grosses fortunes de la ville, les deux frères font fructifier leurs biens en exportant de l'étain en Angleterre et du blé au Portugal, en spéculant sur le sel breton, en marchandant aux foires de Lyon et en armant des navires pour la Méditerranée. Leurs bénéfices de marchands sont réinvestis en maisons de rapport, en rentes foncières et en de nombreuses terres et seigneuries situées dans les environs de la capitale normande, en particulier autour du fief de Martainville. L'entrée de Jacques au Conseil de la ville, d'abord comme quartenier en 1492, puis comme conseiller-échevin en 1493 (jusqu'en 1496), marque l'apogée de sa carrière. À cette charge, il apporte son avis sur de nombreux sujets et oriente la politique de Rouen.
En 1511, Jacques décède sans descendance directe et laisse toutes ses possessions dont Martainville à son neveu Jacques II Le Pelletier (1485-1545), qui détient l'importante charge de vicomte de l'Eau à Rouen. En 1570, la famille est anoblie, par l'acquisition du fonds de la famille Peloque. La famille, qui obtiendra du roi, en 1571, le droit de changer son nom de Le Pelletier en celui de la terre de Martainville, demeurera propriétaire de la seigneurie jusqu'au XVIIIe siècle.
Les seuls travaux documentés concernent la restauration du bâtiment principal au début du XXe siècle. Les fenêtres et les lucarnes, refaites en 1939 telles que Claude Sauvageot les avait restituées sur le papier en 1867 d'après les vestiges encore en place, retrouvent leurs proportions ; les allèges abaissées et les meneaux disparus sont recréés ; un complément apocryphe, un bâtiment à deux niveaux couvert en appentis adossé au côté Sud, est détruit en 1917 ; enfin, à l'intérieur du logis, les cloisons ajoutées au XVIIe siècle pour créer de nouvelles pièces, plus petites, sont retirées. Ces travaux de restauration sont poursuivis dans les années 1950. Depuis 2008, une nouvelle campagne de restauration a été lancée avec notamment une rénovation totale des façades du château.

## Politique et administration
| Période                                  | Période                    | Identité        | Étiquette | Qualité                        |
| ---------------------------------------- | -------------------------- | --------------- | --------- | ------------------------------ |
| Les données manquantes sont à compléter. |                            |                 |           |                                |
| 1883                                     | 1909                       | Désiré Éloy     |           | Agriculteur                    |
| 1911                                     |                            | Émile Quesney   |           | Agriculteur-éleveur            |
| 1914                                     |                            | Guérard         |           |                                |
| 1922                                     | 1923                       | Brunel          |           |                                |
| 1936                                     |                            | Royer           |           |                                |
| Les données manquantes sont à compléter. |                            |                 |           |                                |
| mars 2001                                | En cours (au 10 août 2020) | Lionel Saillard | SE        | Réélu pour le mandat 2020-2026 |

## Démographie
L'évolution du nombre d'habitants est connue à travers les recensements de la population effectués dans la commune depuis 1793. Pour les communes de moins de 10 000 habitants, une enquête de recensement portant sur toute la population est réalisée tous les cinq ans, les populations de référence des années intermédiaires étant quant à elles estimées par interpolation ou extrapolation. Pour la commune, le premier recensement exhaustif entrant dans le cadre du nouveau dispositif a été réalisé en 2008.

En 2022, la commune comptait 730 habitants, en évolution de +4,14 % par rapport à 2016 (Seine-Maritime : +0,35 %, France hors Mayotte : +2,11 %).
| 1793 | 1800 | 1806 | 1821 | 1831 | 1861 | 1876 | 1881 | 1886 |
| ---- | ---- | ---- | ---- | ---- | ---- | ---- | ---- | ---- |
| 235  | 215  | 235  | 210  | 458  | 414  | 402  | 396  | 378  |

| 1891 | 1896 | 1901 | 1906 | 1911 | 1921 | 1926 | 1931 | 1936 |
| ---- | ---- | ---- | ---- | ---- | ---- | ---- | ---- | ---- |
| 416  | 366  | 373  | 378  | 378  | 341  | 324  | 320  | 324  |

| 1946 | 1954 | 1962 | 1968 | 1975 | 1982 | 1990 | 1999 | 2006 |
| ---- | ---- | ---- | ---- | ---- | ---- | ---- | ---- | ---- |
| 396  | 395  | 389  | 438  | 515  | 599  | 606  | 611  | 681  |

| 2008 | 2013 | 2018 | 2022 | - | - | - | - | - |
| ---- | ---- | ---- | ---- | - | - | - | - | - |
| 702  | 708  | 693  | 730  | - | - | - | - | - |

## Culture locale et patrimoine

### Lieux et monuments
- Église de Martainville-sur-Ry. Achevée en 1667, elle a été construite pour l'abbaye Saint-Ouen de Rouen, sur un terrain cédé par Louis de Martainville. Elle a été consacrée le 1er octobre 1670[23] à Notre-Dame de la Paix et à saint Joseph. La sacristie date de 1857.
- Église d’Épreville-sur-Ry. Construite au XVIIe siècle, elle est dédiée à saint Ouen. Elle possède une cuve baptismale du XIIIe siècle, retravaillée sous Louis XIV.
- Château de Martainville.

### Personnalités liées à la commune
- François-Gabriel-Théodore Basset de Jolimont (1787-1854), dessinateur, peintre, écrivain y naît.
- Daniel Lavallée (1925-1989), créateur du musée sis dans le château de Martainville.

### Héraldique
| Armes de Martainville-Épreville | Les armes de la commune de Martainville-Épreville se blasonnent ainsi : D’argent à la fasce d’azur chargée de trois besants d’or. |